# بژوزووکا ژمیانگسکا
بژوزووکا ژمیانگسکا (به لهستانی:  Brzozówka Ziemiańska) یک روستا در لهستان است که در گمینا چارنا بیاووستوتسکا واقع شده‌است.